# Mur (rivière)
Pour les articles homonymes, voir Mur (homonymie).
La Mur (en slovène, hongrois et croate : Mura ; en prekmure : Müra, Möra) est une rivière d'Europe centrale, dans le bassin du moyen Danube, longue de 465 km. C'est un affluent de la Drave qui se jette elle-même dans le fleuve Danube. Son bassin versant, de 14 109 km2, comprend une partie de l'Autriche, de la Slovénie, de la Croatie et de la Hongrie.

## Géographie

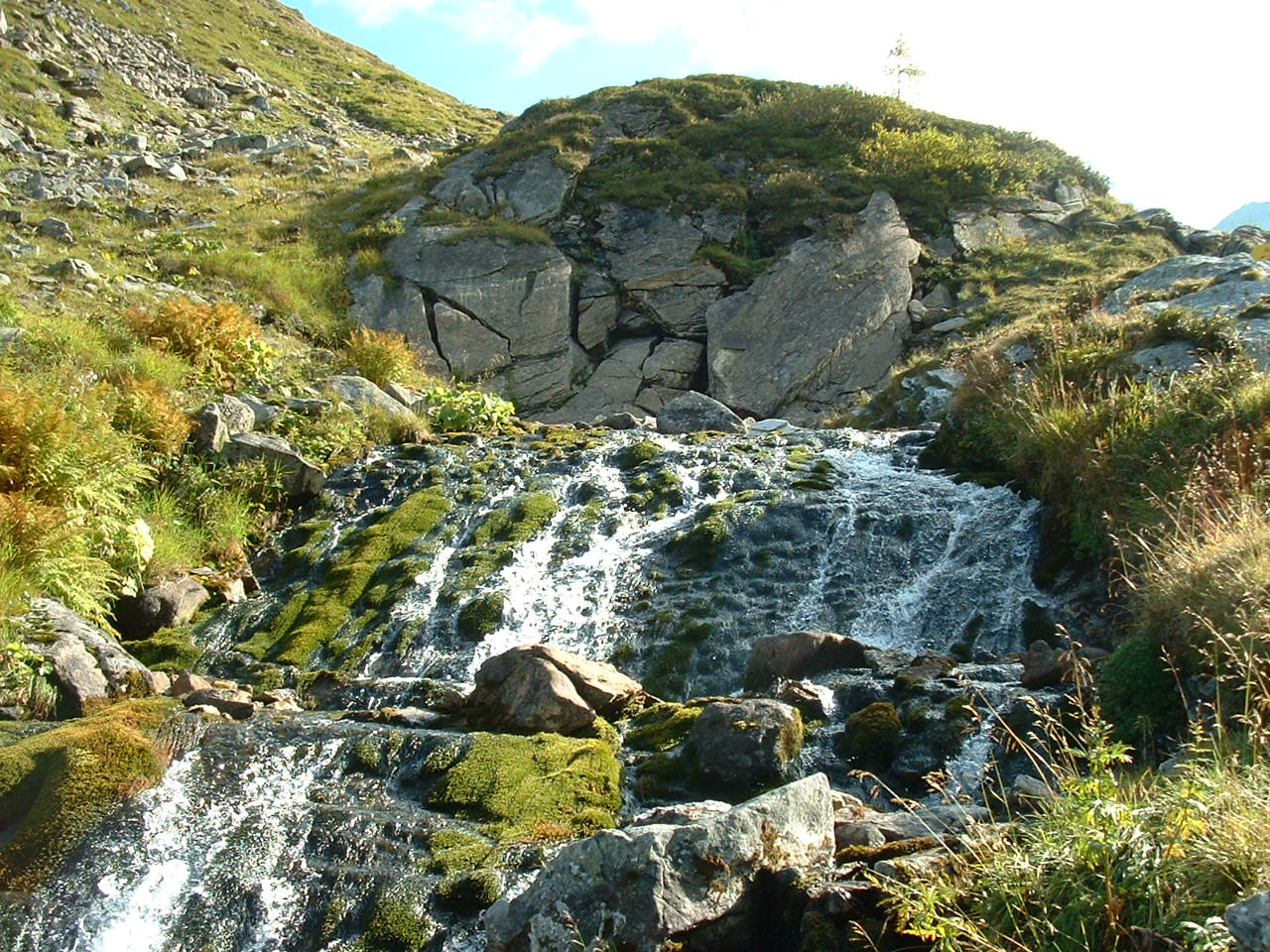
Les sources de la Mur.

Elle prend sa source à 1 898 m d'altitude à la commune de Muhr dans le parc national des Hohe Tauern en Autriche.
De là, la Mur coule vers l'est en passant par la région de Lungau du land de Salzbourg puis coule en Styrie traversant les villes de Murau, Judenburg, Zeltweg et Knittelfeld vers Leoben. Plus au nord-est, à Bruck, elle reçoit les eaux de la Mürz sur sa rive gauche et son cours décrit un fort virage en direction du sud-est vers Frohnleiten. La plus grande ville qu'elle traverse est Graz, capitale de la Styrie. En direction de la frontière avec la Slovénie, elle passe à Leibnitz, Mureck et Bad Radkersburg.
Sur une partie de son cours, la Mur marque la frontière entre l'Autriche et la Slovénie. Elle parcourt 295 km en Autriche et 98 km en Slovénie. Elle poursuit son cours en direction du sud-est, en passant près de Murska Sobota, la capitale de la région du Prekmurje, puis marque la frontière entre la Slovénie et la Croatie à Mursko Središće. Ensuite, elle matérialise également la frontière entre la Croatie et la Hongrie, avant de se jeter en rive gauche dans la Drave à Legrad (Croatie).
Dans la région du Haut Međimurje la Mur change souvent de cours après les crues. La plus grande forêt des bords de la rivière, le Murščak, se situe entre Domašinec and Donji Hrašćan (hrast signifie chêne en croate).
Des moulins flottants existent sur la Mur depuis au moins le IVe siècle av. J.-C. Cette technologie antique a été reprise par les Slaves puis par les Magyars. Jusqu'à la Seconde Guerre mondiale de nombreux moulins flottants continuaient d'être utilisés. Le Babičev mlin près de Veržej en Slovénie est toujours en service.
La Mur se jette dans la Drave près de Legrad dans le Comitat de Koprivnica-Križevci en Croatie.

### Toponymes

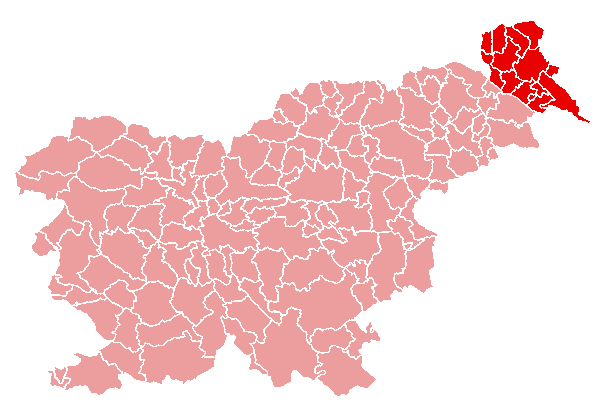
Prekmurje en Slovénie

Comitat de Međimurje en Croatie.

Elle a donné son nom à la région slovène du Prekmurje et à la région croate du Međimurje.

## Aménagements et écologie
La Mur est connue pour charrier de petites quantités d'or trop faibles pour une exploitation industrielle moderne. La recherche systématique et l'exploitation des gisements aurifères ont été encouragées pour la première fois en 1772.
La Mura dans sa partie slovène a été désignée réserve de biosphère par l'Unesco en 2018.

## Galerie

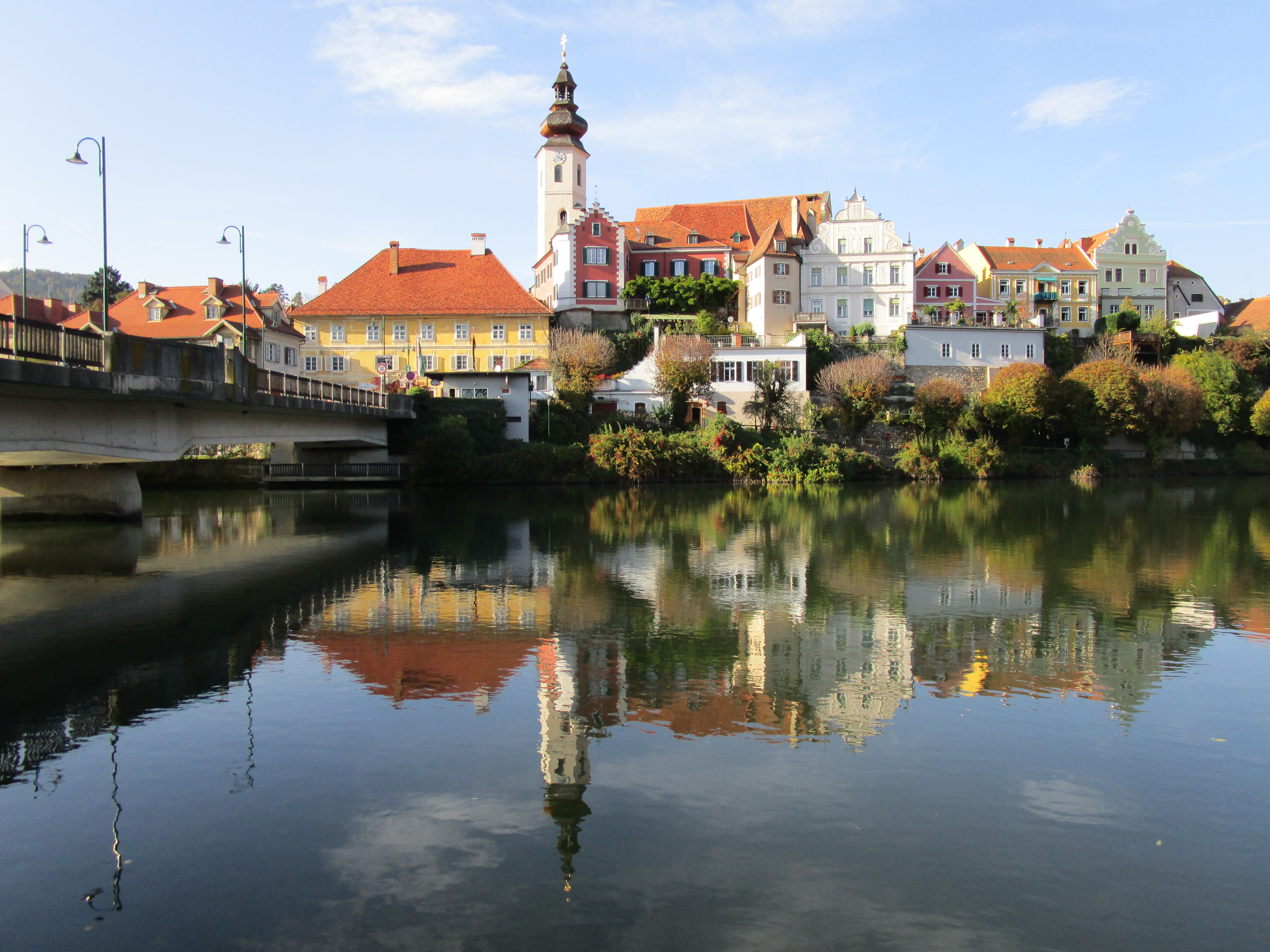
La Mur traversant Frohnleiten
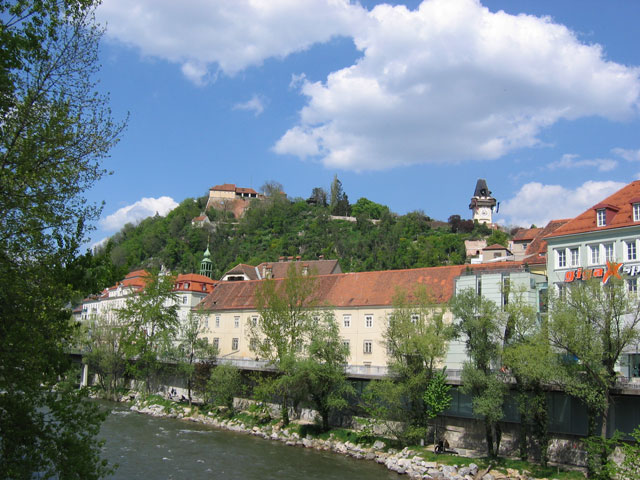
La Mur traversant Graz
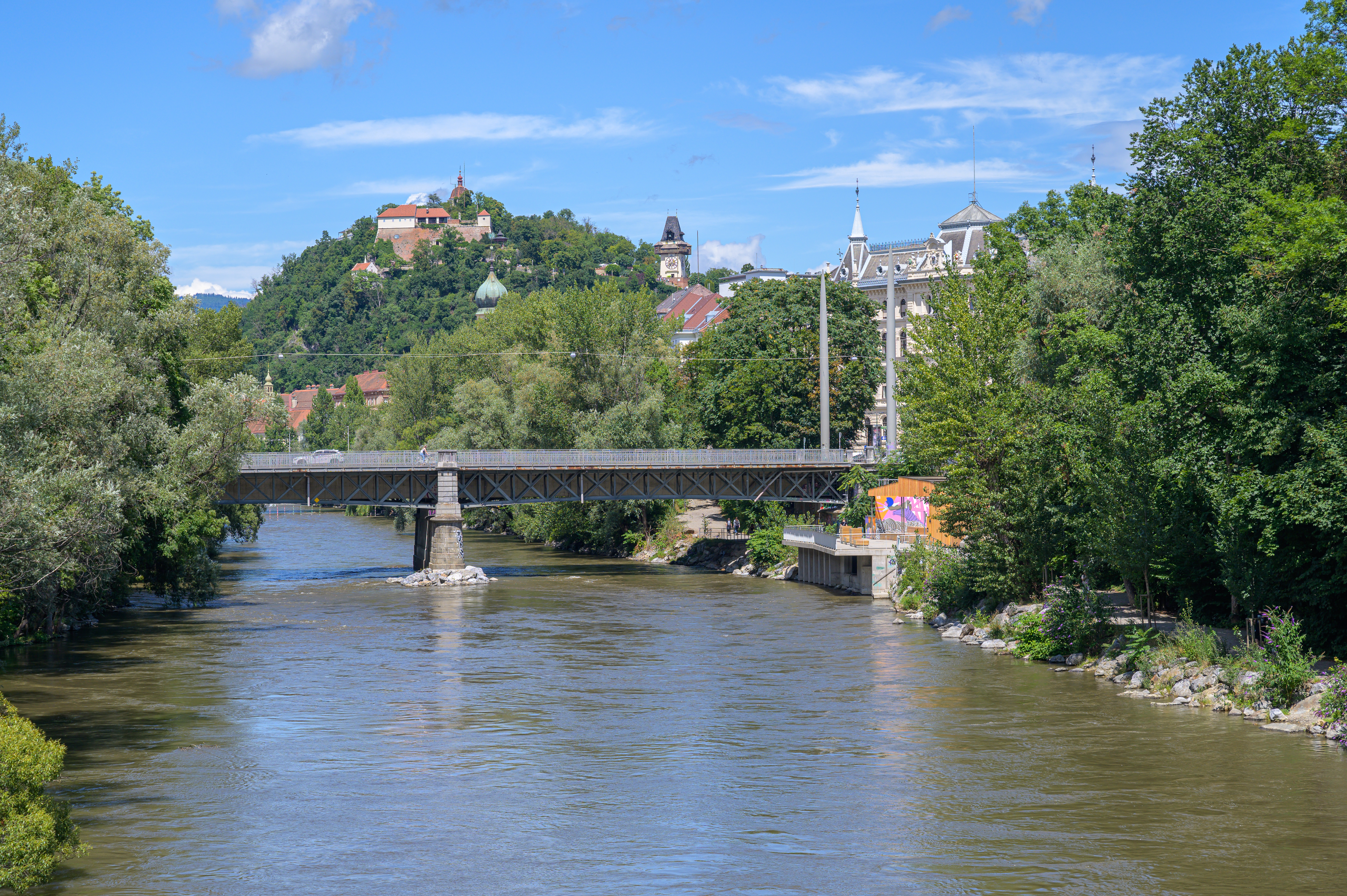
Le Mur à Graz avec le Schlossberg
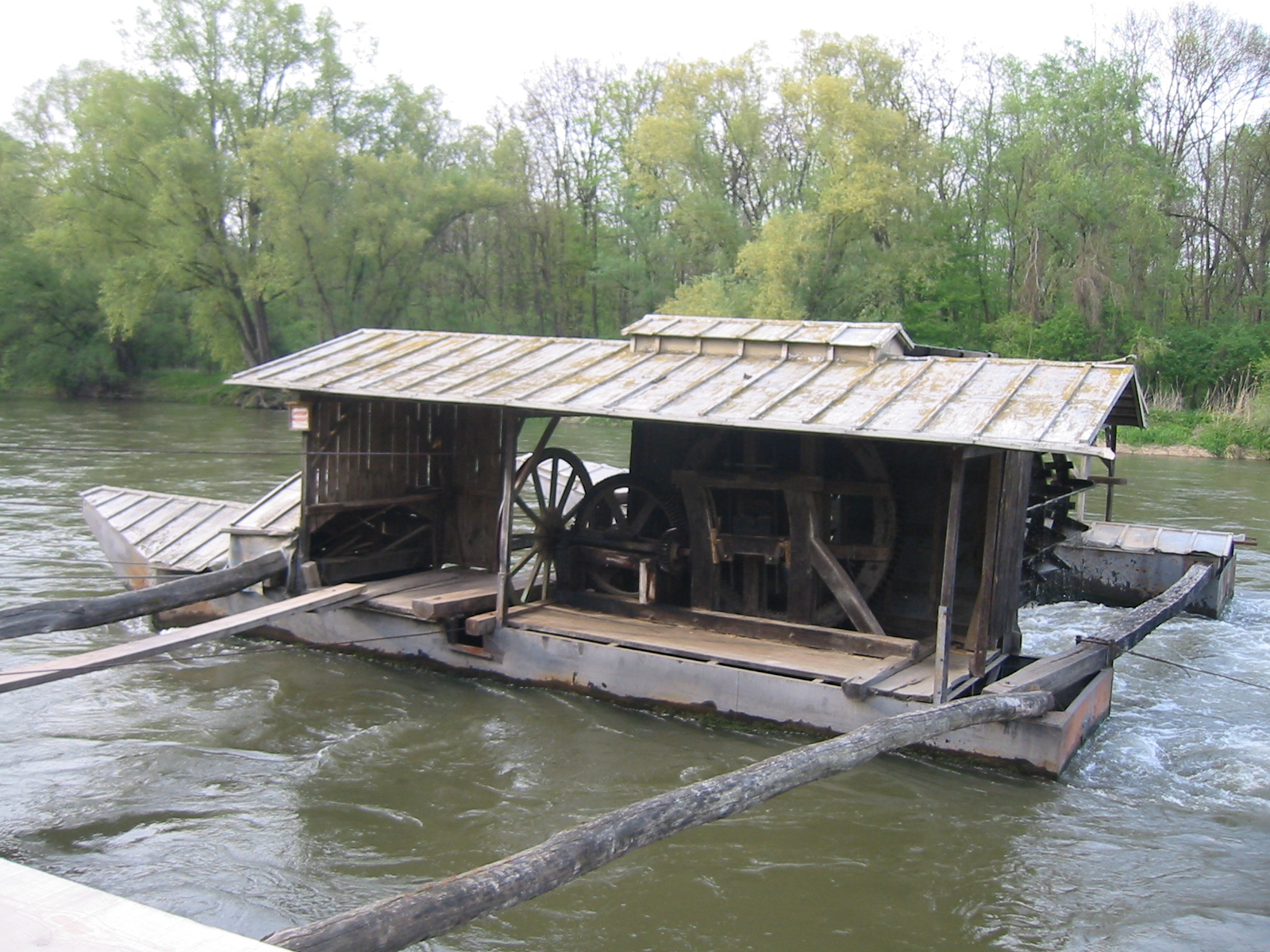
Moulin flottant près de Veržej en Slovénie, vue latérale